# Jerzy Walerian Skolimowski
Jerzy Walerian Skolimowski (ur. 9 grudnia 1907 w Łukowie, zm. 12 lutego 1985 w Londynie) – polski wioślarz, architekt, oficer wywiadu wojskowego, kawaler Orderu Virtuti Militari, spadochroniarz Akcji Kontynentalnej.

## Życiorys
Urodził się 9 grudnia 1907 w Łukowie. Był synem Mikołaja i Heleny Michaliny z Żyszkowskich. W 1919 rozpoczął naukę w Gimnazjum im. Władysława IV w Warszawie. W 1926 zdał maturę. W latach 1927–1934 studiował na wydziale architektury Politechniki Warszawskiej. Za projekt stadionu kolarskiego uzyskał dyplom magistra inżyniera. Po studiach prowadził praktykę architektoniczną. Projektował między innymi: wnętrza okrętów MS Piłsudski i MS Batory, górną stację kolei linowej w Krynicy, osiedle robotnicze w Rumi-Janowie k. Gdyni oraz nowy typ wagonów kolejowych. W 1929 razem ze Stefanem Osieckim wygrał konkurs na projekt plakatu z okazji mistrzostw świata w Zakopanem. Uczestniczył w wystawach plakatu w Monachium, Los Angeles, Pradze i Paryżu. 29 sierpnia 1935 ożenił się z Ireną Brzozowską. Otrzymał dyplom honorowy i 2 medale złote na międzynarodowej wystawie w Paryżu (1937) oraz I nagrodę Stowarzyszenia Architektów Polskich za projekt pawilonu polskiego na wystawie światowej w Nowym Jorku (1939).

### Kariera wioślarska
Karierę wioślarską rozpoczął w połowie lat dwudziestych w AZS Warszawa. Barwy klubu reprezentował do 1931 roku. Był sternikiem wioślarskim. Na igrzyskach olimpijskich w Amsterdamie (1928) wystartował w ósemkach, jednak odpadł w ćwierćfinałach. Na rozgrywanych cztery lata później igrzyskach olimpijskich w Los Angeles zdobył dwa medale olimpijskie. W dwójce ze sternikiem, razem z Jerzym Braunem i Januszem Ślązakiem zajął drugie miejsce, przegrywając walkę o zwycięstwo z osadą USA o 5,4 sekundy. W czwórce ze sternikiem, wspólnie z Braunem, Edwardem Kobylińskim, Stanisławem Urbanem i Ślązakiem wywalczył brązowy medal. Startował także na igrzyskach olimpijskich w Berlinie w 1936, gdzie w dwójce ze sternikiem i czwórce ze sternikiem odpadał w półfinałach.
Zdobył także srebrny medal w dwójce ze sternikiem (z Braunem i Ślązakiem) na mistrzostwach Europy w Budapeszcie w 1933. Był pięciokrotnym wicemistrzem Polski.

### II wojna światowa
W czasie II wojny światowej walczył w wojnie obronnej. Jesienią 1939 przedostał się na Węgry. Został uwięziony w miejscowości Tokaj. W styczniu 1940 uciekł z więzienia i przybył się do Francji. Wstąpił do Armii Polskiej w Bressuire. Za czyny bojowe w Wogezach został odznaczony Orderem Virtuti Militari. W czerwcu 1940 został internowany w Szwajcarii. Latem 1941 uciekł i trafił do Samodzielnej Brygady Strzelców Karpackich. Uczestniczył w kampanii afrykańskiej. Brał udział w bitwie o Tobruk. Latem 1942 zaprojektował i nadzorował budowę obozu dla polskich uchodźców z ZSRR. W 1943 podczas pobytu w Ugandzie wraz z Jerzym Golczem i Michałem Makowskim zorganizował wyprawę nową drogą na szczyt Aleksandrę. Następnie jako oficer Secret Intelligence Service (Cpt. George Deen) został zrzucony na Bałkanach. We wrześniu 1944 spadochroniarz Akcji Kontynentalnej został zrzucony w okolicach Lamii. Zorganizował dezercję ponad 120 Polaków ze Śląska i Pomorza z niemieckich okrętów w porcie Valos do 2 Korpusu Polskiego we Włoszech. Następnie kontynuował działalność wywiadowczą.

### Po wojnie
Po zakończeniu wojny zamieszkał w Londynie. Pracował jako architekt pod nazwiskiem George Skolly. W 1948 został odznaczony Królewskim Medalem za Odwagę. W 1950 został członkiem Society of British Industrial Art. W latach 1949–1952 był wykładowcą na Polskim Uniwersytecie na Obczyźnie w Londynie. W 1966 wyjechał do Afryki Południowej. Projektował wnętrza reprezentacyjnych budynków w Pretorii, Johannesburgu, Nowym Londynie i Windhuk oraz muzeów diamentów w Kimberley i Pretorii. Był projektantem Polskiego Cmentarza Wojennego na Monte Cassino. W 1979 powrócił do Londynu, gdzie zmarł 12 lutego 1985. Został pochowany na cmentarzu Powązkowskim (kwatera R-4-7,8).

## Ordery i odznaczenia
- Krzyż Srebrny Orderu Virtuti Militari[4]
- Srebrny Krzyż Zasługi (9 listopada 1932)[12]
- Królewski Medal za Odwagę w Sprawie Wolności (Wielka Brytania, 1948)[10]